# Kamstaartbuidelmuis
De kamstaartbuidelmuis of mulgara (Dasycercus cristicauda) is een buidelmuis uit het geslacht Dasycercus. De wetenschappelijke naam van de soort werd voor het eerst geldig gepubliceerd door Gerard Krefft in 1867.

## Beschrijving
Dit solitaire dier vertoont veel overeenkomsten met de kamstaartbuidelrat. Zijn staartbasis is vaak gezwollen door vetopslag, zoals bij veel verwanten. De rug heeft een zandbruine kleur, terwijl de buik vaalwit is. De staart is getooid met een kam van zwarte haren. De lengte van het dier ligt tussen de 12 en 20 cm, met een 7,5 tot 11 cm lange staart. Het gewicht ligt tussen de 50 en 150 gram.

## Leefwijze
De kamstaartbuidelmuis of Mulgara bewoont zandwoestijnen met verspreide pollen van het gras spinifex. Het bewoont ondergrondse holen, variërend van een simpele, korte gang tot een heel gangenstelsel met 5 of 6 ingangen. ’s Nachts wordt jacht gemaakt op kleine knaagdieren, vogeltjes en grote insecten, zelfs grote duizendpoten zijn voor hem niet veilig.

## Verspreiding
Deze soort komt voor in de droge binnenlanden van Midden- en West-Australië in woestijnen en open habitats.

## Verwantschapskenmerken
Deze soort lijkt sterk op Dasycercus blythi, de andere soort van het geslacht, die een overlappende verspreiding heeft, maar verschilt daar op een aantal punten van: uit de zwarte staartpunt steken losse haren, anders dan bij de gladde staart van blythi; er is een derde valse kies in de bovenkaak (P3) aanwezig; de vacht is wat roder dan die van blythi; en vrouwtjes hebben acht mammae, tegenover zes bij blythi. Phascogale hillieri Thomas, 1905, is een synoniem van deze naam.

## Taxonomie
Vanaf de jaren zeventig van de twintigste eeuw was het de enige soort die werd erkend in het geslacht Dasycercus, waarvoor D. blythi en D. hillieri (Thomas, 1905) als synoniemen golden. Vanaf het midden van de jaren negentig werd uit fylogenetische gegevens duidelijk dat er sprake was van twee soorten, die aanvankelijk de namen cristicauda en hillieri kregen. Vergelijking van deze gegevens met morfologische verschillen binnen Dasycercus bevestigde het bestaan van twee soorten. De namen cristicauda, hillieri en blythi bleken echter gebruikt op een manier die niet in overeenstemming was met het geconserveerde typemateriaal. Woolley (2005) liet zien dat de naam hillieri was gebruikt voor wat in feite D. cristicauda was, terwijl die laatste naam was gebruikt voor wat nu D. blythi is. De naam hillieri geldt nu als junior synoniem van D. cristicauda en als misapplied name voor D. blythi. Beide soorten zijn in Australië bekend onder de naam "mulgara".
Dasycercus blythi · Kamstaartbuidelmuis (Dasycercus cristicauda)